# 金光藤之丞
金光 藤之丞（かなみつ ふじのじょう、元禄8年（1695年）－元文3年8月13日（1738年9月26日））は、岡山藩士。養父は金光市左衛門、実父は不明。長子に金光市左衛門 (清之進)、次子に金光幸介。
享保6年7月26日（1721年）、御目見する。享保11年8月（1726年）、江戸で御供御番御使者などを勤める。享保12年（1727年）に跡目相続し、10月29日には中小姓となる。享保14年2月15日（1729年）、小姓組・四十五俵四人扶持（四公六民の年貢の基準で言えば、110石程度の価値に相当）となる。享保15年7月（1730年）より御蔵奉行を皮切りに諸役をこなす。
元文3年8月13日（1738年）、病のため死去。跡目は、長子の市左衛門が相続した。